# Harpanthus flotovianus
Harpanthus flotovianus (deutsch Flotows Sichellebermoos) ist eine Lebermoos-Art aus der Ordnung Jungermanniales und gehört zur Gruppe der beblätterten Lebermoose.
Nees benannte die Art nach ihrem Entdecker, dem deutschen Major und Botaniker Julius von Flotow (1788–1856).

## Merkmale
Harpanthus flotovianus bildet gras- oder gelbgrüne, zum Teil auch hellbraune bis rötliche, schwammige und oft recht hohe Rasen oder wächst vereinzelt zwischen anderen Moosen. Die kriechenden oder aufrechten Pflanzen sind bis 8 Zentimeter lang und bis 3 Millimeter breit. Die rundlich-eiförmigen Blätter sind an der Spitze kurz ausgerandet oder mit kurzem, halbmondförmigem Einschnitt in zwei stumpfe, seltener zugespitzte Lappen geteilt. Der Blattgrund läuft an der Stämmchenoberseite herab. Unterblätter sind bis halb so lang wie die Flankenblätter und etwa so breit wie das Stämmchen, gewöhnlich eiförmig lanzettlich bis lanzettlich oder selten zweilappig. Der Blattgrund ist vom Stämmchen abstehend und die Blattspitze zum Stämmchen hin eingebogen.
Die Blattzellen sind dünnwandig und in der Blattmitte 20 bis 30 mal 28 bis 40 Mikrometer groß. Die Zellecken sind schwach oder kaum verdickt. In den Zellen sind jeweils etwa 4 bis 8 runde bis ovale Ölkörper vorhanden.
Die Geschlechterverteilung ist diözisch. Sporogone sind sehr selten. Brutkörper sind nach verschiedenen Quellenangaben entweder nicht nachgewiesen oder sehr selten. Die Ausbreitung erfolgt wohl primär durch Blatt- und Sprossbruchstücke.

## Standortansprüche
Die Art lebt an kalkarmen, aber basenhaltigen, lichtreichen, nassen Standorten auf mit Humus, Sand oder Kies durchsetzter Erde, auf Torf, auf übererdeten Felsen oder seltener auf nassem, morschem Holz. Die Wuchsorte sind in Quellfluren, Quellbächen, Quellmooren, an Bachrändern oder an nassen Wegrändern und Böschungen.

## Verbreitung
Weltweit gibt es Vorkommen in Nord-, West- und Mitteleuropa, in den Sudeten, Karpaten, in Nordwest-Russland, in Sibirien, Japan, im nördlichen Nordamerika, auf Grönland und Spitzbergen.
In Europa ist das Moos besonders im nördlichen Teil verbreitet, die nördlichsten Fundstellen sind in Island und Spitzbergen. In Mitteleuropa sind die Vorkommen weitgehend auf die Alpen und die höheren Mittelgebirge beschränkt. In den Hochlagen der östlichen Zentralalpen kommt es zerstreut bis verbreitet vor, nach Westen zu wird es nach und nach seltener, in der Schweiz sind nur wenige Funde bekannt. In den deutschen Mittelgebirgen ist es selten.